# Teofilakt (Moisiejew)
Teofilakt, imię świeckie Nikołaj Aleksiejewicz Moisiejew (ur. 30 kwietnia 1949 w obwodzie smoleńskim, zm. 22 marca 2023) – rosyjski biskup prawosławny.

## Życiorys
W 1975 ukończył w Moskwie studia historyczno-archiwistyczne i przed trzy lata pracował w Państwowym Archiwum Obwodu Moskiewskiego. Następnie do 1990 pracował w wydziale wydawniczym Patriarchatu Moskiewskiego. W tym samym czasie ukończył kolejno naukę w moskiewskim seminarium duchownym i w Moskiewskiej Akademii Duchownej (1984) oraz został w nich zatrudniony jako wykładowca historii Rosyjskiego Kościoła Prawosławnego oraz Pisma Świętego Nowego Testamentu. 28 kwietnia 1983 złożył wieczyste śluby zakonne w ławrze Troicko-Siergijewskiej. 28 sierpnia 1983 został hieromnichem, zaś 4 grudnia 1985 otrzymał godność ihumena. 28 kwietnia 1995 podniesiony do godności archimandryty.
W marcu 2002 Święty Synod Rosyjskiego Kościoła Prawosławnego nominował go na biskupa briańskiego i siewskiego. Uroczysta chirotonia miała miejsce 20 kwietnia tego samego roku w soborze Chrystusa Zbawiciela w Moskwie. Jako konsekratorzy wzięli w niej udział patriarcha moskiewski i całej Rusi Aleksy II, metropolici kruticki i kołomieński Juwenaliusz, smoleński i kaliningradzki Cyryl, sołnecznogorski Sergiusz, wołokołamski i juriewski Pitirim, arcybiskup niżnonowogrodzki i arzamaski Eugeniusz, istriński Arseniusz, wieriejski Eugeniusz oraz biskupi Nifon (z Patriarchatu Antiochii), oriechowo-zujewski Aleksy, dmitrowski Aleksander, siergijew-posadski Teognost (Guzikow) i permski i solikamski Irynarch.
28 grudnia 2011 Święty Synod Rosyjskiego Kościoła Prawosławnego przeniósł go do eparchii moskiewskiej w charakterze jej biskupa pomocniczego, z tytułem biskupa dmitrowskiego. W eparchii moskiewskiej biskup Teofilakt odpowiadał za wikariat południowo-zachodni, od lipca 2013 był także namiestnikiem stauropigialnego monasteru św. Andrzeja w Moskwie. W 2021 r. tytuł hierarchy uległ zmianie na „biskup mytiszcziński”.
27 listopada 2021 r. dekretem patriarszym został odwołany z pełnionych funkcji i objęty zakazem sprawowania nabożeństw. Oficjalna przyczyna tej decyzji nie została podana, jednak kilka dni przed wydaniem dekretu w internecie pojawiło się nagranie, na którym hierarcha próbuje uderzyć służącego razem z nim duchownego. Sprawa została przekazana do rozpatrzenia Świętemu Synodowi. Ostatecznie na mocy jego postanowienia 29 grudnia tego samego roku biskup przeszedł w stan spoczynku; na miejsce pobytu hierarchy wyznaczono ławrę Troicko-Siergijewską.